# 富山都市圏
富山都市圏（とやまとしけん）は、富山県富山市を中心とする都市圏で本州日本海側で新潟大都市圏と並び最大級の人口を誇る。北陸3県の中では、単独の人口で劣る金沢都市圏（石川県金沢市）を上回る規模をもつ。

## 定義
2015年国勢調査の基準では、富山市を中心都市とした10市4町1村で都市雇用圏を構成する。2015年の圏域人口は1,066,328人である。それまで別個の都市圏であった高岡都市圏を吸収し、富山県全域を網羅する都市圏となった。
2010年の域内総生産は4兆3421億円である。
細かい定義などは都市雇用圏に則する。一般的な都市圏の定義については都市圏を参照のこと。
通勤率が最も高い地方公共団体は舟橋村の53.5%であり、以下は通勤率上位5つの地方公共団体である（2015年国勢調査）。
| 順位 | 市町村 | 通勤率 |
| ---- | ------ | ------ |
| 1    | 舟橋村 | 53.5%  |
| 2    | 立山町 | 44.0%  |
| 3    | 上市町 | 34.3%  |
| 4    | 滑川市 | 27.3%  |
| 5    | 射水市 | 22.0%  |

都市雇用圏（10% 通勤圏）の変遷
- 都市雇用圏を構成しない地方公共団体は、各統計年の欄で灰色かつ「-」で示す。

| 地方公共団体 ('80) | 1980年                 | 1990年                 | 1995年                 | 2000年                 | 2005年                 | 2010年                 | 2015年                  | 地方公共団体 （現在） |
| ------------------ | ---------------------- | ---------------------- | ---------------------- | ---------------------- | ---------------------- | ---------------------- | ----------------------- | --------------------- |
| 黒部市             | 黒部 都市圏 7万2259人  | 魚津 都市圏 14万0439人 | 魚津 都市圏 13万7648人 | 魚津 都市圏 13万4411人 | 魚津 都市圏 13万1730人 | 富山 都市圏 72万9259人 | 富山 都市圏 106万6328人 | 黒部市                |
| 宇奈月町           | 黒部 都市圏 7万2259人  | 魚津 都市圏 14万0439人 | 魚津 都市圏 13万7648人 | 魚津 都市圏 13万4411人 | 魚津 都市圏 13万1730人 | 富山 都市圏 72万9259人 | 富山 都市圏 106万6328人 | 黒部市                |
| 入善町             | 黒部 都市圏 7万2259人  | 魚津 都市圏 14万0439人 | 魚津 都市圏 13万7648人 | 魚津 都市圏 13万4411人 | 魚津 都市圏 13万1730人 | 富山 都市圏 72万9259人 | 富山 都市圏 106万6328人 | 入善町                |
| 朝日町             | -                      | 魚津 都市圏 14万0439人 | 魚津 都市圏 13万7648人 | 魚津 都市圏 13万4411人 | 魚津 都市圏 13万1730人 | 富山 都市圏 72万9259人 | 富山 都市圏 106万6328人 | 朝日町                |
| 魚津市             | 魚津 都市圏 4万9512人  | 魚津 都市圏 14万0439人 | 魚津 都市圏 13万7648人 | 魚津 都市圏 13万4411人 | 魚津 都市圏 13万1730人 | 富山 都市圏 72万9259人 | 富山 都市圏 106万6328人 | 魚津市                |
| 滑川市             | 富山 都市圏 50万4353人 | 富山 都市圏 52万3341人 | 富山 都市圏 53万5533人 | 富山 都市圏 54万1761人 | 富山 都市圏 54万3931人 | 富山 都市圏 72万9259人 | 富山 都市圏 106万6328人 | 滑川市                |
| 富山市             | 富山 都市圏 50万4353人 | 富山 都市圏 52万3341人 | 富山 都市圏 53万5533人 | 富山 都市圏 54万1761人 | 富山 都市圏 54万3931人 | 富山 都市圏 72万9259人 | 富山 都市圏 106万6328人 | 富山市                |
| 大沢野町           | 富山 都市圏 50万4353人 | 富山 都市圏 52万3341人 | 富山 都市圏 53万5533人 | 富山 都市圏 54万1761人 | 富山 都市圏 54万3931人 | 富山 都市圏 72万9259人 | 富山 都市圏 106万6328人 | 富山市                |
| 大山町             | 富山 都市圏 50万4353人 | 富山 都市圏 52万3341人 | 富山 都市圏 53万5533人 | 富山 都市圏 54万1761人 | 富山 都市圏 54万3931人 | 富山 都市圏 72万9259人 | 富山 都市圏 106万6328人 | 富山市                |
| 八尾町             | 富山 都市圏 50万4353人 | 富山 都市圏 52万3341人 | 富山 都市圏 53万5533人 | 富山 都市圏 54万1761人 | 富山 都市圏 54万3931人 | 富山 都市圏 72万9259人 | 富山 都市圏 106万6328人 | 富山市                |
| 婦中町             | 富山 都市圏 50万4353人 | 富山 都市圏 52万3341人 | 富山 都市圏 53万5533人 | 富山 都市圏 54万1761人 | 富山 都市圏 54万3931人 | 富山 都市圏 72万9259人 | 富山 都市圏 106万6328人 | 富山市                |
| 山田村             | 富山 都市圏 50万4353人 | 富山 都市圏 52万3341人 | 富山 都市圏 53万5533人 | 富山 都市圏 54万1761人 | 富山 都市圏 54万3931人 | 富山 都市圏 72万9259人 | 富山 都市圏 106万6328人 | 富山市                |
| 細入村             | 富山 都市圏 50万4353人 | 富山 都市圏 52万3341人 | 富山 都市圏 53万5533人 | 富山 都市圏 54万1761人 | 富山 都市圏 54万3931人 | 富山 都市圏 72万9259人 | 富山 都市圏 106万6328人 | 富山市                |
| 上市町             | 富山 都市圏 50万4353人 | 富山 都市圏 52万3341人 | 富山 都市圏 53万5533人 | 富山 都市圏 54万1761人 | 富山 都市圏 54万3931人 | 富山 都市圏 72万9259人 | 富山 都市圏 106万6328人 | 上市町                |
| 立山町             | 富山 都市圏 50万4353人 | 富山 都市圏 52万3341人 | 富山 都市圏 53万5533人 | 富山 都市圏 54万1761人 | 富山 都市圏 54万3931人 | 富山 都市圏 72万9259人 | 富山 都市圏 106万6328人 | 立山町                |
| 舟橋村             | 富山 都市圏 50万4353人 | 富山 都市圏 52万3341人 | 富山 都市圏 53万5533人 | 富山 都市圏 54万1761人 | 富山 都市圏 54万3931人 | 富山 都市圏 72万9259人 | 富山 都市圏 106万6328人 | 舟橋村                |
| 小杉町             | 富山 都市圏 50万4353人 | 富山 都市圏 52万3341人 | 富山 都市圏 53万5533人 | 富山 都市圏 54万1761人 | 富山 都市圏 54万3931人 | 富山 都市圏 72万9259人 | 富山 都市圏 106万6328人 | 射水市                |
| 下村               | 富山 都市圏 50万4353人 | 富山 都市圏 52万3341人 | 富山 都市圏 53万5533人 | 富山 都市圏 54万1761人 | 富山 都市圏 54万3931人 | 富山 都市圏 72万9259人 | 富山 都市圏 106万6328人 | 射水市                |
| 大門町             | 高岡 都市圏 34万7645人 | 高岡 都市圏 35万3368人 | 高岡 都市圏 35万1073人 | 高岡 都市圏 37万4530人 | 高岡 都市圏 40万2535人 | 富山 都市圏 72万9259人 | 富山 都市圏 106万6328人 | 射水市                |
| 大島町             | 高岡 都市圏 34万7645人 | 高岡 都市圏 35万3368人 | 高岡 都市圏 35万1073人 | 高岡 都市圏 37万4530人 | 高岡 都市圏 40万2535人 | 富山 都市圏 72万9259人 | 富山 都市圏 106万6328人 | 射水市                |
| 新湊市             | 高岡 都市圏 34万7645人 | 高岡 都市圏 35万3368人 | 高岡 都市圏 35万1073人 | 高岡 都市圏 37万4530人 | 高岡 都市圏 40万2535人 | 富山 都市圏 72万9259人 | 富山 都市圏 106万6328人 | 射水市                |
| 高岡市             | 高岡 都市圏 34万7645人 | 高岡 都市圏 35万3368人 | 高岡 都市圏 35万1073人 | 高岡 都市圏 37万4530人 | 高岡 都市圏 40万2535人 | 高岡 都市圏 36万3988人 | 富山 都市圏 106万6328人 | 高岡市                |
| 福岡町             | 高岡 都市圏 34万7645人 | 高岡 都市圏 35万3368人 | 高岡 都市圏 35万1073人 | 高岡 都市圏 37万4530人 | 高岡 都市圏 40万2535人 | 高岡 都市圏 36万3988人 | 富山 都市圏 106万6328人 | 高岡市                |
| 氷見市             | 高岡 都市圏 34万7645人 | 高岡 都市圏 35万3368人 | 高岡 都市圏 35万1073人 | 高岡 都市圏 37万4530人 | 高岡 都市圏 40万2535人 | 高岡 都市圏 36万3988人 | 富山 都市圏 106万6328人 | 氷見市                |
| 砺波市             | 高岡 都市圏 34万7645人 | 高岡 都市圏 35万3368人 | 高岡 都市圏 35万1073人 | 高岡 都市圏 37万4530人 | 高岡 都市圏 40万2535人 | 高岡 都市圏 36万3988人 | 富山 都市圏 106万6328人 | 砺波市                |
| 庄川町             | -                      | 高岡 都市圏 35万3368人 | 高岡 都市圏 35万1073人 | 高岡 都市圏 37万4530人 | 高岡 都市圏 40万2535人 | 高岡 都市圏 36万3988人 | 富山 都市圏 106万6328人 | 砺波市                |
| 小矢部市           | -                      | -                      | -                      | -                      | -                      | 高岡 都市圏 36万3988人 | 富山 都市圏 106万6328人 | 小矢部市              |
| 井波町             | -                      | -                      | 高岡 都市圏            | 高岡 都市圏            | 高岡 都市圏            | 高岡 都市圏 36万3988人 | 富山 都市圏 106万6328人 | 南砺市                |
| 福野町             | -                      | -                      | 高岡 都市圏            | 高岡 都市圏            | 高岡 都市圏            | 高岡 都市圏 36万3988人 | 富山 都市圏 106万6328人 | 南砺市                |
| 城端町             | -                      | -                      | -                      | -                      | 高岡 都市圏            | 高岡 都市圏 36万3988人 | 富山 都市圏 106万6328人 | 南砺市                |
| 平村               | -                      | -                      | -                      | -                      | 高岡 都市圏            | 高岡 都市圏 36万3988人 | 富山 都市圏 106万6328人 | 南砺市                |
| 上平村             | -                      | -                      | -                      | -                      | 高岡 都市圏            | 高岡 都市圏 36万3988人 | 富山 都市圏 106万6328人 | 南砺市                |
| 利賀村             | -                      | -                      | -                      | -                      | 高岡 都市圏            | 高岡 都市圏 36万3988人 | 富山 都市圏 106万6328人 | 南砺市                |
| 井口村             | -                      | -                      | -                      | -                      | 高岡 都市圏            | 高岡 都市圏 36万3988人 | 富山 都市圏 106万6328人 | 南砺市                |
| 福光町             | -                      | -                      | -                      | -                      | 高岡 都市圏            | 高岡 都市圏 36万3988人 | 富山 都市圏 106万6328人 | 南砺市                |

- 2004年11月1日：砺波市及び東礪波郡庄川町を廃し、その区域をもって砺波市を設置する。
- 2004年11月1日：東礪波郡城端町、同郡平村、同郡上平村、同郡利賀村、同郡井波町、同郡井口村、同郡福野町及び西礪波郡福光町を廃し、その区域をもって南砺市を設置する。
- 2005年4月1日：富山市、上新川郡大沢野町、同郡大山町、婦負郡八尾町、同郡婦中町、同郡山田村及び同郡細入村を廃し、その区域をもって富山市を設置する。
- 2005年11月1日：新湊市、射水郡小杉町、同郡大門町、同郡下村及び同郡大島町を廃し、その区域をもって射水市を設置する。
- 2005年11月1日：高岡市及び西礪波郡福岡町を廃し、その区域をもって高岡市を設置する。
- 2006年3月31日：黒部市及び下新川郡宇奈月町を廃し、その区域をもって黒部市を設置する。